# Гревенци
Гревенци (единствено число гревенец, гревенка, на гръцки: Γρεβενιώτες, гревениотес) са жителите на град Гревена, Егейска Македония, Гърция. Това е списък на най-известните от тях.

## Родени в Гревена
А — Б — В — Г — Д –
Е — Ж — З — И — Й –
К — Л — М — Н — О –
П — Р — С — Т — У –
Ф — Х — Ц — Ч — Ш –
Щ — Ю — Я

### А
- Александрос Ладас (1909 - 1969), гръцки политик

### Г
- Георгиос Алексиу - Макрис, гръцки андартски деец[1]
- Георгиос Бусиос (1876 - 1929), гръцки политик,[2] деец на гръцката въоръжена пропаганда в Македония[1]
- Георгиос Мустакас или Пападопулос (Γεώργιος Μουστάκας ή Παπαδόπουλος), гръцки андартски деец, четник[1]

### Д
- Димитриос Анагносту (Δημήτριος Αναγνώστου), дякон на гревенския митрополит Емилиан Лазаридис и деец на гръцката пропаганда от трети ред[1]

### Е
- Емин Еркул (1881 - 1964), турски лекар и политик

### Й
- Йоанис, гръцки зограф, автор на иконата „Рождество Богородично“ в манастира Татарнас в Евритания, подписана „χειρ Ιω ΑΓC εκ Γρεβενών“[3]

### К
- Константинос Димидис (? – 1869), гръцки революционер, участник във Войната за независимост и печатар
- Костас Кондоянис (1926 – 2000), гръцки художник

### Н
- Накос Караянис (Νάκος Καραγιάννης), деец на гръцката въоръжена пропаганда, четник[1]
- Николаос Цолакис, гръцки андартски капитан[4]
- Николаос Замкинос - Кинигос, главен секретар на Леринската митрополия и агент от първи ред на гръцката пропаганда[1]

## Свързани с Гревена
- Емилиан Лазаридис (1877 - 1911), гръцки духовник, гревенски митрополит[5]
- Константинос Талядурис (1893 – 1978), гръцки политик, депутат от Гревена
- Сергий Сигалас (р.1934), гръцки духовник, гревенски митрополит от 1975 година
- Хрисостом Папаигнатиу (1905 – 1975), гръцки духовник, гревенски митрополит от 1960 до 1975 година

## Починали в Гревена
- Атанас Кизов (1914-1947), гръцки партизанин и деец на НОФ